# Steninvreia
Steninvreia is een geslacht van vliesvleugeligen uit de familie bronswespen (Chalcididae). De wetenschappelijke naam van dit geslacht is voor het eerst geldig gepubliceerd in 1988 door Boucek.

## Soorten
Het geslacht Steninvreia omvat de volgende soorten:
- Steninvreia anupama (Narendran, 1989)
- Steninvreia edgari Boucek, 1988
- Steninvreia noyesi Narendran, 1989
- Steninvreia petiolata Boucek, 1988
- Steninvreia tricarinata (Girault, 1927)